# Облога Данцига (1813)
Облога Данцига — блокада російсько-прусською армією вільного міста Данциг під час Війни шостої коаліції. Завершилася перемогою союзників.

## Передумови
Поразка у франко-російські війні 1812 року призвела до значних втрат Франції: з 610 тисяч вояків повернулись назад з Росії до початку 1813 року лише близько 60 тисяч солдат. Головна російська армія під командуванням М. І. Кутузова зупинилась в грудні 1812 року на зимові квартири в районі Вільно (південь Литви).
18 (30) грудня 1812 року під тиском росіян генерал Людвіг Йорк уклав сепаратне перемир'я (відоме як Таурогенська конвенція), що поклало початок переходу королівства Прусія на бік Російської імперії. 24 грудня (5 січня) 1813 року російські війська під орудою Петра Вітгенштейна без бою зайнялои Кенігсберг. 1 (13) січня 1813 року Головна російська армія фельдмаршала Михайла Кутузова трьома колонами перетнула Німан (кордон Російської імперії) в районі Меречі у напрямку на польське місто Плоцьк. Але прусський король Фрідріх Вільгельм III формально зберігав вірність союзові з Наполеоном I.

## Перебіг подій
Французький генерал Жан Рапп, маючи 10 тис. солдатів, отаборився в Данцигу. 30-та піхотна дивізія з 1500 драгунів та залишки 9-го і 10-го корпусів відступили до міста-фортеці. Хоча основні французькі сили вже залишили плацдарм у Діршау, приблизно за 30 км на південний-південний схід від Данцига, 13 січня війська Раппа продовжували розташовуватися в цьому районі, щоб утримувати свої позиції на Віслі та доставляти припаси для убезпечення міста та щоб уможливити об'єднання зфранцузькою армією. Російська армія просунулась далі на захід до Ельби, 16 січня залишивши для блокади 13-тисячний загін генерал-лейтенанта Теодора фон Левіса з 59 польовими гарматами. 22 січня донські козаки генерала Матвія Платова захопили деякі села, включно з Олівою, і повністю перервали зв'язок між фортецею і французькою армією. Потім було зайнято передмістя Лангфур і Штрис. Завдяки інженерним діям росіян було відведено річку Радаун і Темпельбурзький струмок, які надавали обложеним питну воду.
У лютому — березні частина регулярних полків, відправлених до армії Вітгенштейна, замінили російським ополченням (на чолі із В.Ададуровим) з Санкт-Петербург, Новгороду, Тули, Калуги і Ярославля. Протягом березні французи здійснювали регулярні вилазки. Чисельність облогового корпусу у квітні збільшилося до 19 тисяч солдатів та ополченців. У березні Данциг було блоковано російською флотилією на чолі із Олексієм Грейгом (10 морських кораблів, зокрема 2 фрегати та 20 канонерських човнів) з боку Балтійського моря, до якої додалися 2 британських брига. 27 березня прусський король оголосив війну Франції.
11 (23) квітня облогу очолив герцог Олександр Вюртемберзький. 15 квітня французи відбили села Нерунг і Позеварк. Наприкінці квітня облоговому корпусу додалося ще 6 тис. солдатів. 9 червня французи успішно атакували російські війська в таборі Піцкендорф.
10 червня після отримання звістки про укладання Плейшвіцкого перемир'я з Наполеоном обложені отримали можливість отримувати провіант. Водночас союзники знову посилили облоговий корпус, чисельність якого сягнула майже 40 тисяч, зокрема понад 27 тисяч російського ополчення, а також донські козаки Матвія Платова, кримськотатарські Перекопський (очільник Ахмет-бей Хункалов) і Сімферопольський (очільник Кай-бей Балатуков) полки, прусський ландвер. У серпні привезли з Великої Британії привезли 218 облогових гармат, а у вересні звідти ж ще 66 мортир та 100 великокаліберних — 12- та 24-фунтових — гармат.
16 вересня 1813 року флот зробив невдалу спробу захопити міські укріплення з боку моря. Союзники вели окопні роботи, обстрілювали місто та зміцнення противника, намагалися захопити вигідні позиції у передмісті. Осіннє бездоріжжя створювало додаткові перешкоди для дій штурмуючих військ. Французи робили вилазки з метою завадити облоговим роботам. У середині жовтня союзники захопили навколишні селища і висоти Данциг, де встановили батареї для обстрілу міста.
У жовтні після поразки Наполеона I в битві під Лейпцигом Жан Рапп почав обговорювати умови капітуляції. З початком листопада почалися морози, перервалася навігація Віслою, що позначилося на постачанні облогового корпусу. Почало збільшуватися кількість хворих. 30 листопада Рапп підписав капітуляцію на умовах здачі фортеці та проходу залоги до Франції. Проте російський імператор Олександр I категорично заборонив приймати капітуляцію без полону залоги. У першій половині грудня з фортеці вийшли 700 баварців, саксонців та вюртемберзців як піддані держав, що перейшли на бік шостої коаліції.
Рапп роздав запаси харчів та знищив боєприпаси й зброю в арсеналі. 29 грудня 1813 року він підписав угоду
про припинення вогню. 2 січня 1814 року гарнізон склав зброю. У полон потрапило 14 генералів і 15 тисяч солдатів, захоплено 1300 гармат. Поляків та німців відпустили додому, 9 тисяч французів були відправлені до Росії як військовополонені.